# Citrato de litio
El citrato de litio (Li 3 C 6 H 5 O 7 ) es una sal de litio del ácido cítrico que se utiliza como estabilizador del estado de ánimo en el tratamiento psiquiátrico de los estados maníacos y el trastorno bipolar. Existe una extensa farmacología del litio, el componente activo de esta sal.
El agua de Lithia contiene varias sales de litio, incluido el citrato.

## Historia
Una primera versión de Coca-Cola disponible en las fuentes de refresco de las farmacias llamada Lithia Coke era una mezcla de jarabe de Coca-Cola y agua de Lithia. El refresco 7Up se llamó originalmente "Bib-Label Lithiated Lemon-Lime Soda" cuando se formuló en 1929 porque contenía citrato de litio. La bebida era un medicamento patentado comercializado como cuidado para la resaca. El citrato de litio se eliminó del 7Up en 1948 después de que la Food and Drug Administration prohibiera su uso en refrescos.
El citrato de litio se utiliza médicamente como estabilizador del estado de ánimo y para el tratamiento de la manía, la hipomanía, la depresión y el trastorno bipolar. Se puede administrar por vía oral en forma de jarabe.